# William Willis (Mediziner)

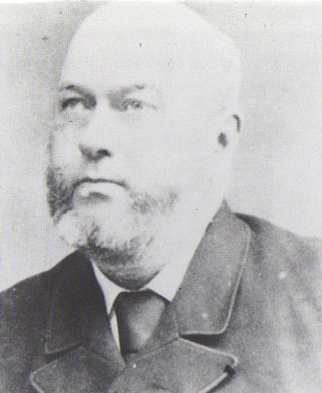
William Willis

William Willis (* 1. Mai 1837 in Maguire’s Bridge, Fermanagh, Irland; † 14. Februar 1894 in Moneen, County Fermanagh, Irland) war ein britischer Arzt und Berater der japanischen Regierung.

## Leben
Willis wurde 1837 in Maguire’s Bridge, County Fermanagh (Irland) geboren. 1855 begann er ein Medizinstudium an der Medizinischen Fakultät der University of Glasgow (Schottland), wo er Vorstudium und Vorklinik absolvierte. Er wechselte dann zur University of Edinburgh. Nach seinem Abschluss im Mai 1859 wurde er ein Mitglied des Royal College of Surgeons in Edinburgh und erhielt den Doktorgrad der Medizin zu seiner Dissertation über Geschwürbildung (Theory of Ulceration). Er arbeitete sodann am Middlesex Hospital in London.
1861 erhielt Willis eine Stelle als Arzt in der neu gegründeten britischen Botschaft in Edo (Tokio), Japan. Er begann seine Arbeit im Mai 1862 als medizinischer Offizier und Angestellter unter Sir Harry Smith Parkes. Zwischen 1862 und 1867 arbeitete er hauptsächlich in Yokohama. Während der von Unruhen gezeichneten Zeit des Niedergangs des Tokugawa-Shogunats und der Meiji-Restauration behandelte Willis die britischen Verwundeten des Namamugi-Zwischenfalls und der Bombardierung Kagoshimas.
Willis beteiligte sich am Boshin-Krieg als Leiter der medizinischen Einsätze für die Provinz Satsuma. Während der Schlacht von Toba-Fushimi richtete er ein Militärhospital im Tempel Shōkoku-ji  in Kyoto ein, nicht weit entfernt von der Frontlinie. Bis zum Ende des Boshin-Krieges setzte er seine Einsatztätigkeit als Medizinberater für die Satsuma Provinz fort.
Mit Ende des Krieges wurde Willis als Professor und klinischer Leiter der Igakkō (später die Medizinische Fakultät der Universität Tokio) berufen.
1870 gab Willis seine Stellung auf, um auf Einladung des Saigo Takamori Leiter des Hospitals und der Medizinschule in Kagoshima zu werden. Aus dem Institut entstand später die Medizinische Fakultät der Universität Kagoshima. Mit dem Ausbruch der Satsuma-Rebellion 1877 wechselte er wieder nach Tokio.
Willis kehrte 1881 nach England zurück, um später zu seinem langjährigen Freund Ernest Satow nach Bangkok, Siam, zu übersiedeln.